# Cortinarius caledoniensis
Cortinarius caledoniensis är en svampart som beskrevs av P.D. Orton 1964. Cortinarius caledoniensis ingår i släktet Cortinarius och familjen spindlingar.   Inga underarter finns listade i Catalogue of Life.